# Chinon Industries

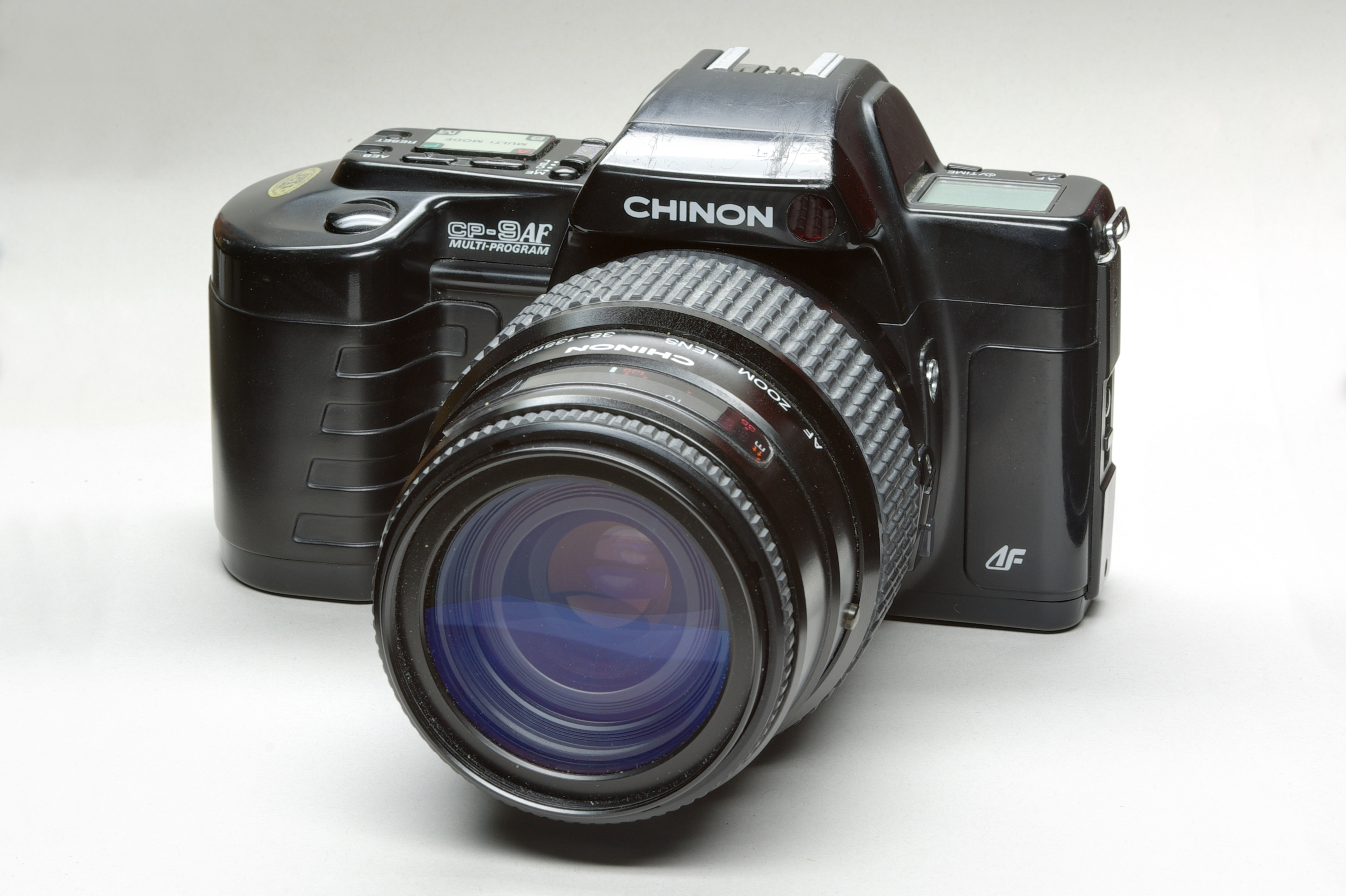
Fotocamera Chinon CP-9 AF con obiettivo autofocus 35-135mm

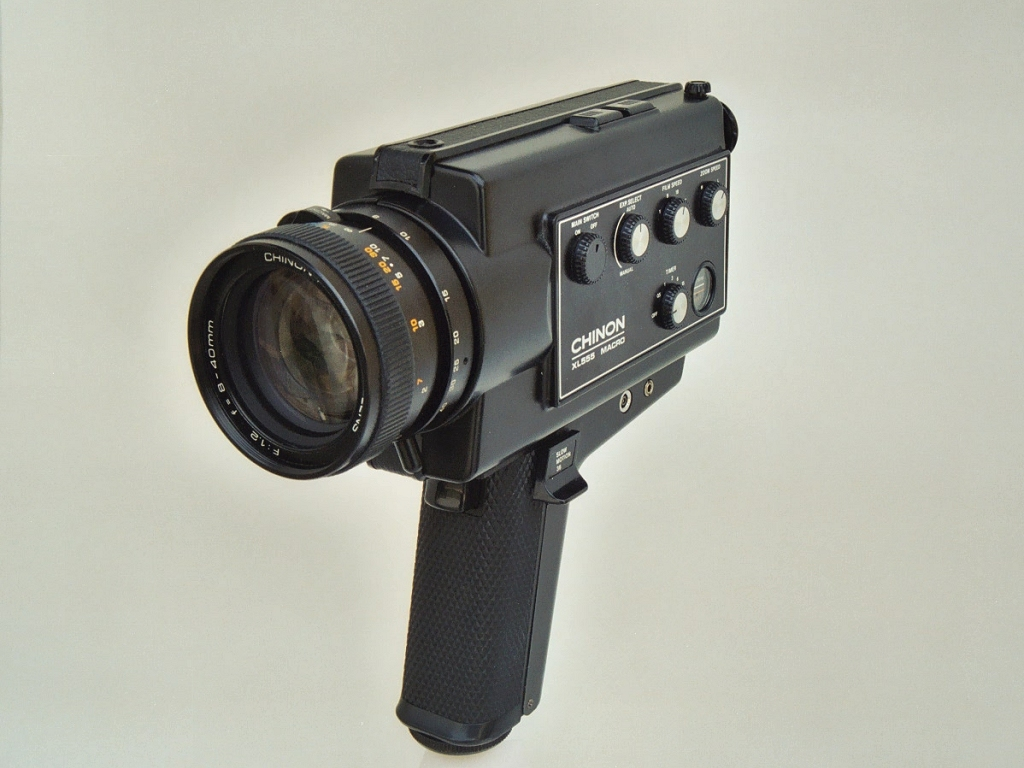
Cinepresa Chinon XL 555 Macro

Chinon Industries Inc. (チノン株式会社) era un'azienda giapponese, produttrice di macchine fotografiche, fondata nel 1962 da Hiroshi Chino. In passato ha prodotto anche cineprese e proiettori cinematografici per il passo ridotto.
Nel 1997 la Kodak ne acquistò la maggioranza delle azioni, trasformandola in una propria società controllata, denominata "Kodak Digital Product Center, Japan Ltd" (株式会社コダック デジタル プロダクト センター, nel 2004). L'attuale società continua lo sviluppo di fotocamere digitali e videocamere.